# Ipomoea conzattii
Ipomoea conzattii là một loài thực vật có hoa trong họ Bìm bìm. Loài này được Greenm. mô tả khoa học đầu tiên năm 1907.